# Lehnleinsmühle
Lehnleinsmühle ist ein Gemeindeteil der Stadt Treuchtlingen im Landkreis Weißenburg-Gunzenhausen (Mittelfranken, Bayern). Lehnleinsmühle liegt in der Gemarkung Schambach.

## Lage
Die Einöde liegt nordöstlich des Treuchtlinger Zentrums und südlich des Nagelbergs am Kästleinsmühlbach, einer Ableitung vom Schambach. Sie ist über die Treuchtlinger Kästleinsmühlenstraße zu erreichen.

## Ortsnamensdeutung
Die Mühle ist nach einem Vorbesitzer namens Lönlein benannt.

## Geschichte
Die Mühle gehörte im Heiligen Römischen Reich wahrscheinlich seit dem 14. Jahrhundert zur Herrschaft Pappenheim. Die „Laßles Mühl“ wird erstmals 1596 erwähnt. 1656 ist der Müller ein Hans Lönlein. Laut Pfarrmatrikel der evangelischen Pfarrei Dietfurt sitzt 1663 ein Georg Heinrichmeyer auf der „Lehners Mühl“. Für 1676 vermelden die Pfarrmatrikel Georg Wörlein als Müller der „Lendles Mühl“. 1737 taucht die Bezeichnung „Löheleinsmühl“ auf.
Seit 1806 im Königreich Bayern, wurde die Lehnleinsmühle mit dem Kirchdorf Schambach 1808 dem Steuerdistrikt Dietfurt im Untergericht Pappenheim des Rentamtes Greding, ab 1815 des Rentamtes (später Bezirksamt, dann Landkreis) Weißenburg zugeordnet; die pappenheimerische Patrimonialgerichtsbarkeit, unter der auch die Lehleinsmühle stand, wurde 1848 aufgehoben. Mit dem Gemeindeedikt von 1818 wurde der Steuerdistrikt zur Ruralgemeinde Schambach umgestaltet, die im Zuge der Gebietsreform in Bayern zum 1. Juli 1971 nach Treuchtlingen eingemeindet wurde.
1910 wurde der Mahlbetrieb eingestellt. Das Gebäude erwarb eine Weißenburger Bortenweberei, die hier bis 1915 eine Gold- und Silberspinnerei betrieb. Zudem bestand 1911 im Wohnhaus der Mühle kurzzeitig eine Papiermühle. Heute ist die ehemalige Mühle ein landwirtschaftlicher Vollerwerbsbetrieb mit Hofladen.

## Einwohnerzahlen
- 1818: 07 Einwohner[10]
- 1824: 08 Einwohner[10]
- 1846: 14 Einwohner, 1 Familie, 1 Haus[11]
- 1871: 09 Einwohner[12]
- 1950: 48 Einwohner in 2 Wohngebäuden[10]
- 1961: 30 Einwohner, 2 Wohngebäude[13]
- 1987: 06 Einwohner, 1 Wohngebäude[1]